# Манько, Борис Степанович
Борис Степанович Манько (род. 9 сентября 1934, Минск) — советский футболист, защитник.
Начинал играть в командах КФК «Пищевик» Гомель (1952), «Красная Звезда» Новобелица (1953), ВРЗ Гомель (1956). В первенстве СССР выступал за клубы «Урожай» Минск (1957—1959), «Беларусь» Минск (1960—1962), «Локомотив» Гомель (1963), «Шинник» Ярославль (1964), «Карпаты» Львов (1965—1966), «Нефтяник» Дрогобыч (1966), «Днепр» Кременчуг (1968).
В классе «А» в 1960—1962, 1964 годах — 76 игр.
В первенстве КФК играл за «Измеритель» Львов (1967), «Торпедо» Минск (1969), «Спутник» Минск (1970).
Играющий тренер «Днепра» (1968), старший тренер команды КФК СКА Минск (1971—1974).